# Ilir Hasani
Ilir Hasani (født 10. maj 1983) er direktør for performancevirksomheden Team JiYo. Ilir er desuden professionel parkourudøver, stuntman og reklamemodel og har medvirket i adskillige reklamer, tv-programmer, musikvideoer etc.
Ilir Hasani startede Team JiYo tilbage i 2002. Han er pioneer indenfor bevægelseskunsten parkour & freerunning, som han har startet i Danmark sammen med sin kompagnon Martin Coops.
Efter at have performet størstedelen af sit liv, vandt han i 2006 talentprogrammet Scenen er din i underholdningskategorien med Team JiYo.
Sammen med sine kompagnoner Martin Coops og Rinaldo Madiotto har han designet verdens største Parkour Park "JiYo Parken" (budget ca. 2,5 mio.) som er beliggende i Ørestad, København.
Sidenhen har han designet flere bevægelsesparker i Skandinavien og har samarbejdet med flere fremtrædende arkitekter, bl.a. Bjarke Ingels, som ejer BIG Architects. I 2010 var han i Kina i forbindelse med åbningen af den danske pavillon Welfairytales, for at holde foredrag om parkour, arkitektur og byudvikling.
Ilirs modelkarriere har budt på flere reklameoptrædender for bl.a. Telmore, Chevrolet, Mascot, Nike, Ofir, TV2, hummel, Asics, CULT m.fl.
I 2009 medvirkede han i programmet Høvdingebold 2009 og nåede ubesejret med sit hold (Parkourholdet) til finalen.
Ilir har bl.a. medvirket i filmen My Playground (2010) af filminstruktør Kaspar Astrup Schröder, hvor bl.a. Bjarke Ingels, Klaus Bondam og Pia Allerslev medvirker.